# 김인득
김인득(金仁得, 1915년 8월 17일 ~ 1997년 7월 10일)은 대한민국의 기업가로 전 벽산 그룹 명예회장이다. 1991년 장남 김희철에게 경영을 맡기고 일선에서 물러났다. 본관은 서흥.

## 학력
- 마산공립상업학교(현재 마산상고) 졸업
- 고려대학교 경영대학원 수료

## 가족 관계
- 부친 김상수, 모친 박차련
- 부인 윤현의
- 부인 박윤자
  - 장남 김희철(金熙喆) - 허정구 전 삼양통상 회장 딸 허영자(許英子)와 결혼.
  - 장녀 김숙희(金淑姬) - 정규만의 맏아들 정영현(鄭榮鉉)과 결혼.
  - 차남 김희용(金熙勇) - 박상희의 딸 박설자(朴雪子)와 결혼.(박정희前대통령의 조카사위)
  - 삼남 김희근(金熙瑾) - 이건형(李健珩, 1941년 12월 3일 -) 전(前) 메트로호텔(서울 중구 을지로2가 소재) 사장의 동생 이소형과 결혼.
  - 차녀 김연숙(金娟淑) - 화인계기 사장 원영종(元榮鍾)과 결혼.

김인득의 사돈 박상희는 전 대통령 박정희의 형이다.